# Голлу чичи
Голлу чичи или Голлу (азерб. Qolluçiçi, азерб. Qollu) — азербайджанские ковры, относящиеся к кубинской группе Куба-Ширванской школы ковроткачества.

## Классификация
Первыми стали производиться в Карабахе, позже стали ткаться в селах Нобур Коубстанского района и Деречичи Кубинского района. Оттуда распространилось в другие ковроткацкие пункты Кубинского района, ныне же производиться за пределами Азербайджана — в Дагестане, Армении и Туркмении. Некоторые искусствоведы называют эти ковры «Ширван» и «Дагестан», мастера из Карабаха называли этот ковер «Машин» (машина), а в Ширване дали название «Голлу» или «Голлу кёл». Ковроткачи села Чичи называют их «Голлу чичи» или «Испигюль».

## Художественные особенности
Эта композиция, появившаяся в азербайджанском ковроделии в 1775—1800 годах, отличается построением и украшающими элементами. На протяжении двух сотен лет эта композиция существовала под разными названиями и в разных формах. Она связана не с ковроделием, а с производством толстых тканей, развитым в России. Подтверждением этого считают, что эти ковры в начале XIX века были широко известны в Шуше как ковры «Машин». В том же веке этот ковер распространился в Ширван и Кубу, где приспособившись к местным особенностям, продолжил развиваться. В начале XX века на Нижегородской ярмарке и Стамбульском базаре спрос на карабахские большие ковры и ковры плотного тканья падает. Таким образом популярными стали кубинские и ширванские ковры «Голлу чичи», которые были маленьких размеров и ткались нежно.
Композиция серединного поля этих ковров состоит из изображенных один на другом нескольких гелей. Они строятся путём перекрещивания четырёх рукавов, направляющихся по диагонали. Названия «Голлу» или «Голлу чичи» связаны с изображениями «гол» (рукава). Художественная композиция ковра «Голлу чичи» это искаженная форма композиции «Хатаи», которая украшала материалы, привезенные в Европу с Востока, что доказывает наличие «голов». В бордюрах ковров используются разные бордюрные полосы ковров этой же группы. Широко используются полосы под названием «долангач» или «чахмаг». Несмотря на то, что такая кайма, как долангач не гармонирует с композицией «Голлу чичи», она прижилась в коврах этой группы, состоит из элемента «су», который напоминает букву S и является частью каймы (раппортом).

## Технические особенности
Ковры «Голлу чичи» считаются одними из самых высококачественных ковров Куба-Ширванской школы.
Размер таких ковров — от 120x180 до 135x210 см, встречаются ковры больших размеров. На одном квадратном метре ковра находится от 200000 до 300000 узлов. Высота ворса — 4-5 мм.